# Distància de Txebixov
|   | a | b | c | d | e | f | g | h |   |
| 8 | a8 five · b8 four · c8 three · d8 two · e8 two · f8 two · g8 two · h8 two · a7 five · b7 four · c7 three · d7 two · e7 one · f7 one · g7 one · h7 two · a6 five · b6 four · c6 three · d6 two · e6 one · f6 blanques rei · g6 one · h6 two · a5 five · b5 four · c5 three · d5 two · e5 one · f5 one · g5 one · h5 two · a4 five · b4 four · c4 three · d4 two · e4 two · f4 two · g4 two · h4 two · a3 five · b3 four · c3 three · d3 three · e3 three · f3 three · g3 three · h3 three · a2 five · b2 four · c2 four · d2 four · e2 four · f2 four · g2 four · h2 four · a1 five · b1 five · c1 five · d1 five · e1 five · f1 five · g1 five · h1 five | a8 five · b8 four · c8 three · d8 two · e8 two · f8 two · g8 two · h8 two · a7 five · b7 four · c7 three · d7 two · e7 one · f7 one · g7 one · h7 two · a6 five · b6 four · c6 three · d6 two · e6 one · f6 blanques rei · g6 one · h6 two · a5 five · b5 four · c5 three · d5 two · e5 one · f5 one · g5 one · h5 two · a4 five · b4 four · c4 three · d4 two · e4 two · f4 two · g4 two · h4 two · a3 five · b3 four · c3 three · d3 three · e3 three · f3 three · g3 three · h3 three · a2 five · b2 four · c2 four · d2 four · e2 four · f2 four · g2 four · h2 four · a1 five · b1 five · c1 five · d1 five · e1 five · f1 five · g1 five · h1 five | a8 five · b8 four · c8 three · d8 two · e8 two · f8 two · g8 two · h8 two · a7 five · b7 four · c7 three · d7 two · e7 one · f7 one · g7 one · h7 two · a6 five · b6 four · c6 three · d6 two · e6 one · f6 blanques rei · g6 one · h6 two · a5 five · b5 four · c5 three · d5 two · e5 one · f5 one · g5 one · h5 two · a4 five · b4 four · c4 three · d4 two · e4 two · f4 two · g4 two · h4 two · a3 five · b3 four · c3 three · d3 three · e3 three · f3 three · g3 three · h3 three · a2 five · b2 four · c2 four · d2 four · e2 four · f2 four · g2 four · h2 four · a1 five · b1 five · c1 five · d1 five · e1 five · f1 five · g1 five · h1 five | a8 five · b8 four · c8 three · d8 two · e8 two · f8 two · g8 two · h8 two · a7 five · b7 four · c7 three · d7 two · e7 one · f7 one · g7 one · h7 two · a6 five · b6 four · c6 three · d6 two · e6 one · f6 blanques rei · g6 one · h6 two · a5 five · b5 four · c5 three · d5 two · e5 one · f5 one · g5 one · h5 two · a4 five · b4 four · c4 three · d4 two · e4 two · f4 two · g4 two · h4 two · a3 five · b3 four · c3 three · d3 three · e3 three · f3 three · g3 three · h3 three · a2 five · b2 four · c2 four · d2 four · e2 four · f2 four · g2 four · h2 four · a1 five · b1 five · c1 five · d1 five · e1 five · f1 five · g1 five · h1 five | a8 five · b8 four · c8 three · d8 two · e8 two · f8 two · g8 two · h8 two · a7 five · b7 four · c7 three · d7 two · e7 one · f7 one · g7 one · h7 two · a6 five · b6 four · c6 three · d6 two · e6 one · f6 blanques rei · g6 one · h6 two · a5 five · b5 four · c5 three · d5 two · e5 one · f5 one · g5 one · h5 two · a4 five · b4 four · c4 three · d4 two · e4 two · f4 two · g4 two · h4 two · a3 five · b3 four · c3 three · d3 three · e3 three · f3 three · g3 three · h3 three · a2 five · b2 four · c2 four · d2 four · e2 four · f2 four · g2 four · h2 four · a1 five · b1 five · c1 five · d1 five · e1 five · f1 five · g1 five · h1 five | a8 five · b8 four · c8 three · d8 two · e8 two · f8 two · g8 two · h8 two · a7 five · b7 four · c7 three · d7 two · e7 one · f7 one · g7 one · h7 two · a6 five · b6 four · c6 three · d6 two · e6 one · f6 blanques rei · g6 one · h6 two · a5 five · b5 four · c5 three · d5 two · e5 one · f5 one · g5 one · h5 two · a4 five · b4 four · c4 three · d4 two · e4 two · f4 two · g4 two · h4 two · a3 five · b3 four · c3 three · d3 three · e3 three · f3 three · g3 three · h3 three · a2 five · b2 four · c2 four · d2 four · e2 four · f2 four · g2 four · h2 four · a1 five · b1 five · c1 five · d1 five · e1 five · f1 five · g1 five · h1 five | a8 five · b8 four · c8 three · d8 two · e8 two · f8 two · g8 two · h8 two · a7 five · b7 four · c7 three · d7 two · e7 one · f7 one · g7 one · h7 two · a6 five · b6 four · c6 three · d6 two · e6 one · f6 blanques rei · g6 one · h6 two · a5 five · b5 four · c5 three · d5 two · e5 one · f5 one · g5 one · h5 two · a4 five · b4 four · c4 three · d4 two · e4 two · f4 two · g4 two · h4 two · a3 five · b3 four · c3 three · d3 three · e3 three · f3 three · g3 three · h3 three · a2 five · b2 four · c2 four · d2 four · e2 four · f2 four · g2 four · h2 four · a1 five · b1 five · c1 five · d1 five · e1 five · f1 five · g1 five · h1 five | a8 five · b8 four · c8 three · d8 two · e8 two · f8 two · g8 two · h8 two · a7 five · b7 four · c7 three · d7 two · e7 one · f7 one · g7 one · h7 two · a6 five · b6 four · c6 three · d6 two · e6 one · f6 blanques rei · g6 one · h6 two · a5 five · b5 four · c5 three · d5 two · e5 one · f5 one · g5 one · h5 two · a4 five · b4 four · c4 three · d4 two · e4 two · f4 two · g4 two · h4 two · a3 five · b3 four · c3 three · d3 three · e3 three · f3 three · g3 three · h3 three · a2 five · b2 four · c2 four · d2 four · e2 four · f2 four · g2 four · h2 four · a1 five · b1 five · c1 five · d1 five · e1 five · f1 five · g1 five · h1 five | 8 |
| 7 | a8 five · b8 four · c8 three · d8 two · e8 two · f8 two · g8 two · h8 two · a7 five · b7 four · c7 three · d7 two · e7 one · f7 one · g7 one · h7 two · a6 five · b6 four · c6 three · d6 two · e6 one · f6 blanques rei · g6 one · h6 two · a5 five · b5 four · c5 three · d5 two · e5 one · f5 one · g5 one · h5 two · a4 five · b4 four · c4 three · d4 two · e4 two · f4 two · g4 two · h4 two · a3 five · b3 four · c3 three · d3 three · e3 three · f3 three · g3 three · h3 three · a2 five · b2 four · c2 four · d2 four · e2 four · f2 four · g2 four · h2 four · a1 five · b1 five · c1 five · d1 five · e1 five · f1 five · g1 five · h1 five | a8 five · b8 four · c8 three · d8 two · e8 two · f8 two · g8 two · h8 two · a7 five · b7 four · c7 three · d7 two · e7 one · f7 one · g7 one · h7 two · a6 five · b6 four · c6 three · d6 two · e6 one · f6 blanques rei · g6 one · h6 two · a5 five · b5 four · c5 three · d5 two · e5 one · f5 one · g5 one · h5 two · a4 five · b4 four · c4 three · d4 two · e4 two · f4 two · g4 two · h4 two · a3 five · b3 four · c3 three · d3 three · e3 three · f3 three · g3 three · h3 three · a2 five · b2 four · c2 four · d2 four · e2 four · f2 four · g2 four · h2 four · a1 five · b1 five · c1 five · d1 five · e1 five · f1 five · g1 five · h1 five | a8 five · b8 four · c8 three · d8 two · e8 two · f8 two · g8 two · h8 two · a7 five · b7 four · c7 three · d7 two · e7 one · f7 one · g7 one · h7 two · a6 five · b6 four · c6 three · d6 two · e6 one · f6 blanques rei · g6 one · h6 two · a5 five · b5 four · c5 three · d5 two · e5 one · f5 one · g5 one · h5 two · a4 five · b4 four · c4 three · d4 two · e4 two · f4 two · g4 two · h4 two · a3 five · b3 four · c3 three · d3 three · e3 three · f3 three · g3 three · h3 three · a2 five · b2 four · c2 four · d2 four · e2 four · f2 four · g2 four · h2 four · a1 five · b1 five · c1 five · d1 five · e1 five · f1 five · g1 five · h1 five | a8 five · b8 four · c8 three · d8 two · e8 two · f8 two · g8 two · h8 two · a7 five · b7 four · c7 three · d7 two · e7 one · f7 one · g7 one · h7 two · a6 five · b6 four · c6 three · d6 two · e6 one · f6 blanques rei · g6 one · h6 two · a5 five · b5 four · c5 three · d5 two · e5 one · f5 one · g5 one · h5 two · a4 five · b4 four · c4 three · d4 two · e4 two · f4 two · g4 two · h4 two · a3 five · b3 four · c3 three · d3 three · e3 three · f3 three · g3 three · h3 three · a2 five · b2 four · c2 four · d2 four · e2 four · f2 four · g2 four · h2 four · a1 five · b1 five · c1 five · d1 five · e1 five · f1 five · g1 five · h1 five | a8 five · b8 four · c8 three · d8 two · e8 two · f8 two · g8 two · h8 two · a7 five · b7 four · c7 three · d7 two · e7 one · f7 one · g7 one · h7 two · a6 five · b6 four · c6 three · d6 two · e6 one · f6 blanques rei · g6 one · h6 two · a5 five · b5 four · c5 three · d5 two · e5 one · f5 one · g5 one · h5 two · a4 five · b4 four · c4 three · d4 two · e4 two · f4 two · g4 two · h4 two · a3 five · b3 four · c3 three · d3 three · e3 three · f3 three · g3 three · h3 three · a2 five · b2 four · c2 four · d2 four · e2 four · f2 four · g2 four · h2 four · a1 five · b1 five · c1 five · d1 five · e1 five · f1 five · g1 five · h1 five | a8 five · b8 four · c8 three · d8 two · e8 two · f8 two · g8 two · h8 two · a7 five · b7 four · c7 three · d7 two · e7 one · f7 one · g7 one · h7 two · a6 five · b6 four · c6 three · d6 two · e6 one · f6 blanques rei · g6 one · h6 two · a5 five · b5 four · c5 three · d5 two · e5 one · f5 one · g5 one · h5 two · a4 five · b4 four · c4 three · d4 two · e4 two · f4 two · g4 two · h4 two · a3 five · b3 four · c3 three · d3 three · e3 three · f3 three · g3 three · h3 three · a2 five · b2 four · c2 four · d2 four · e2 four · f2 four · g2 four · h2 four · a1 five · b1 five · c1 five · d1 five · e1 five · f1 five · g1 five · h1 five | a8 five · b8 four · c8 three · d8 two · e8 two · f8 two · g8 two · h8 two · a7 five · b7 four · c7 three · d7 two · e7 one · f7 one · g7 one · h7 two · a6 five · b6 four · c6 three · d6 two · e6 one · f6 blanques rei · g6 one · h6 two · a5 five · b5 four · c5 three · d5 two · e5 one · f5 one · g5 one · h5 two · a4 five · b4 four · c4 three · d4 two · e4 two · f4 two · g4 two · h4 two · a3 five · b3 four · c3 three · d3 three · e3 three · f3 three · g3 three · h3 three · a2 five · b2 four · c2 four · d2 four · e2 four · f2 four · g2 four · h2 four · a1 five · b1 five · c1 five · d1 five · e1 five · f1 five · g1 five · h1 five | a8 five · b8 four · c8 three · d8 two · e8 two · f8 two · g8 two · h8 two · a7 five · b7 four · c7 three · d7 two · e7 one · f7 one · g7 one · h7 two · a6 five · b6 four · c6 three · d6 two · e6 one · f6 blanques rei · g6 one · h6 two · a5 five · b5 four · c5 three · d5 two · e5 one · f5 one · g5 one · h5 two · a4 five · b4 four · c4 three · d4 two · e4 two · f4 two · g4 two · h4 two · a3 five · b3 four · c3 three · d3 three · e3 three · f3 three · g3 three · h3 three · a2 five · b2 four · c2 four · d2 four · e2 four · f2 four · g2 four · h2 four · a1 five · b1 five · c1 five · d1 five · e1 five · f1 five · g1 five · h1 five | 7 |
| 6 | a8 five · b8 four · c8 three · d8 two · e8 two · f8 two · g8 two · h8 two · a7 five · b7 four · c7 three · d7 two · e7 one · f7 one · g7 one · h7 two · a6 five · b6 four · c6 three · d6 two · e6 one · f6 blanques rei · g6 one · h6 two · a5 five · b5 four · c5 three · d5 two · e5 one · f5 one · g5 one · h5 two · a4 five · b4 four · c4 three · d4 two · e4 two · f4 two · g4 two · h4 two · a3 five · b3 four · c3 three · d3 three · e3 three · f3 three · g3 three · h3 three · a2 five · b2 four · c2 four · d2 four · e2 four · f2 four · g2 four · h2 four · a1 five · b1 five · c1 five · d1 five · e1 five · f1 five · g1 five · h1 five | a8 five · b8 four · c8 three · d8 two · e8 two · f8 two · g8 two · h8 two · a7 five · b7 four · c7 three · d7 two · e7 one · f7 one · g7 one · h7 two · a6 five · b6 four · c6 three · d6 two · e6 one · f6 blanques rei · g6 one · h6 two · a5 five · b5 four · c5 three · d5 two · e5 one · f5 one · g5 one · h5 two · a4 five · b4 four · c4 three · d4 two · e4 two · f4 two · g4 two · h4 two · a3 five · b3 four · c3 three · d3 three · e3 three · f3 three · g3 three · h3 three · a2 five · b2 four · c2 four · d2 four · e2 four · f2 four · g2 four · h2 four · a1 five · b1 five · c1 five · d1 five · e1 five · f1 five · g1 five · h1 five | a8 five · b8 four · c8 three · d8 two · e8 two · f8 two · g8 two · h8 two · a7 five · b7 four · c7 three · d7 two · e7 one · f7 one · g7 one · h7 two · a6 five · b6 four · c6 three · d6 two · e6 one · f6 blanques rei · g6 one · h6 two · a5 five · b5 four · c5 three · d5 two · e5 one · f5 one · g5 one · h5 two · a4 five · b4 four · c4 three · d4 two · e4 two · f4 two · g4 two · h4 two · a3 five · b3 four · c3 three · d3 three · e3 three · f3 three · g3 three · h3 three · a2 five · b2 four · c2 four · d2 four · e2 four · f2 four · g2 four · h2 four · a1 five · b1 five · c1 five · d1 five · e1 five · f1 five · g1 five · h1 five | a8 five · b8 four · c8 three · d8 two · e8 two · f8 two · g8 two · h8 two · a7 five · b7 four · c7 three · d7 two · e7 one · f7 one · g7 one · h7 two · a6 five · b6 four · c6 three · d6 two · e6 one · f6 blanques rei · g6 one · h6 two · a5 five · b5 four · c5 three · d5 two · e5 one · f5 one · g5 one · h5 two · a4 five · b4 four · c4 three · d4 two · e4 two · f4 two · g4 two · h4 two · a3 five · b3 four · c3 three · d3 three · e3 three · f3 three · g3 three · h3 three · a2 five · b2 four · c2 four · d2 four · e2 four · f2 four · g2 four · h2 four · a1 five · b1 five · c1 five · d1 five · e1 five · f1 five · g1 five · h1 five | a8 five · b8 four · c8 three · d8 two · e8 two · f8 two · g8 two · h8 two · a7 five · b7 four · c7 three · d7 two · e7 one · f7 one · g7 one · h7 two · a6 five · b6 four · c6 three · d6 two · e6 one · f6 blanques rei · g6 one · h6 two · a5 five · b5 four · c5 three · d5 two · e5 one · f5 one · g5 one · h5 two · a4 five · b4 four · c4 three · d4 two · e4 two · f4 two · g4 two · h4 two · a3 five · b3 four · c3 three · d3 three · e3 three · f3 three · g3 three · h3 three · a2 five · b2 four · c2 four · d2 four · e2 four · f2 four · g2 four · h2 four · a1 five · b1 five · c1 five · d1 five · e1 five · f1 five · g1 five · h1 five | a8 five · b8 four · c8 three · d8 two · e8 two · f8 two · g8 two · h8 two · a7 five · b7 four · c7 three · d7 two · e7 one · f7 one · g7 one · h7 two · a6 five · b6 four · c6 three · d6 two · e6 one · f6 blanques rei · g6 one · h6 two · a5 five · b5 four · c5 three · d5 two · e5 one · f5 one · g5 one · h5 two · a4 five · b4 four · c4 three · d4 two · e4 two · f4 two · g4 two · h4 two · a3 five · b3 four · c3 three · d3 three · e3 three · f3 three · g3 three · h3 three · a2 five · b2 four · c2 four · d2 four · e2 four · f2 four · g2 four · h2 four · a1 five · b1 five · c1 five · d1 five · e1 five · f1 five · g1 five · h1 five | a8 five · b8 four · c8 three · d8 two · e8 two · f8 two · g8 two · h8 two · a7 five · b7 four · c7 three · d7 two · e7 one · f7 one · g7 one · h7 two · a6 five · b6 four · c6 three · d6 two · e6 one · f6 blanques rei · g6 one · h6 two · a5 five · b5 four · c5 three · d5 two · e5 one · f5 one · g5 one · h5 two · a4 five · b4 four · c4 three · d4 two · e4 two · f4 two · g4 two · h4 two · a3 five · b3 four · c3 three · d3 three · e3 three · f3 three · g3 three · h3 three · a2 five · b2 four · c2 four · d2 four · e2 four · f2 four · g2 four · h2 four · a1 five · b1 five · c1 five · d1 five · e1 five · f1 five · g1 five · h1 five | a8 five · b8 four · c8 three · d8 two · e8 two · f8 two · g8 two · h8 two · a7 five · b7 four · c7 three · d7 two · e7 one · f7 one · g7 one · h7 two · a6 five · b6 four · c6 three · d6 two · e6 one · f6 blanques rei · g6 one · h6 two · a5 five · b5 four · c5 three · d5 two · e5 one · f5 one · g5 one · h5 two · a4 five · b4 four · c4 three · d4 two · e4 two · f4 two · g4 two · h4 two · a3 five · b3 four · c3 three · d3 three · e3 three · f3 three · g3 three · h3 three · a2 five · b2 four · c2 four · d2 four · e2 four · f2 four · g2 four · h2 four · a1 five · b1 five · c1 five · d1 five · e1 five · f1 five · g1 five · h1 five | 6 |
| 5 | a8 five · b8 four · c8 three · d8 two · e8 two · f8 two · g8 two · h8 two · a7 five · b7 four · c7 three · d7 two · e7 one · f7 one · g7 one · h7 two · a6 five · b6 four · c6 three · d6 two · e6 one · f6 blanques rei · g6 one · h6 two · a5 five · b5 four · c5 three · d5 two · e5 one · f5 one · g5 one · h5 two · a4 five · b4 four · c4 three · d4 two · e4 two · f4 two · g4 two · h4 two · a3 five · b3 four · c3 three · d3 three · e3 three · f3 three · g3 three · h3 three · a2 five · b2 four · c2 four · d2 four · e2 four · f2 four · g2 four · h2 four · a1 five · b1 five · c1 five · d1 five · e1 five · f1 five · g1 five · h1 five | a8 five · b8 four · c8 three · d8 two · e8 two · f8 two · g8 two · h8 two · a7 five · b7 four · c7 three · d7 two · e7 one · f7 one · g7 one · h7 two · a6 five · b6 four · c6 three · d6 two · e6 one · f6 blanques rei · g6 one · h6 two · a5 five · b5 four · c5 three · d5 two · e5 one · f5 one · g5 one · h5 two · a4 five · b4 four · c4 three · d4 two · e4 two · f4 two · g4 two · h4 two · a3 five · b3 four · c3 three · d3 three · e3 three · f3 three · g3 three · h3 three · a2 five · b2 four · c2 four · d2 four · e2 four · f2 four · g2 four · h2 four · a1 five · b1 five · c1 five · d1 five · e1 five · f1 five · g1 five · h1 five | a8 five · b8 four · c8 three · d8 two · e8 two · f8 two · g8 two · h8 two · a7 five · b7 four · c7 three · d7 two · e7 one · f7 one · g7 one · h7 two · a6 five · b6 four · c6 three · d6 two · e6 one · f6 blanques rei · g6 one · h6 two · a5 five · b5 four · c5 three · d5 two · e5 one · f5 one · g5 one · h5 two · a4 five · b4 four · c4 three · d4 two · e4 two · f4 two · g4 two · h4 two · a3 five · b3 four · c3 three · d3 three · e3 three · f3 three · g3 three · h3 three · a2 five · b2 four · c2 four · d2 four · e2 four · f2 four · g2 four · h2 four · a1 five · b1 five · c1 five · d1 five · e1 five · f1 five · g1 five · h1 five | a8 five · b8 four · c8 three · d8 two · e8 two · f8 two · g8 two · h8 two · a7 five · b7 four · c7 three · d7 two · e7 one · f7 one · g7 one · h7 two · a6 five · b6 four · c6 three · d6 two · e6 one · f6 blanques rei · g6 one · h6 two · a5 five · b5 four · c5 three · d5 two · e5 one · f5 one · g5 one · h5 two · a4 five · b4 four · c4 three · d4 two · e4 two · f4 two · g4 two · h4 two · a3 five · b3 four · c3 three · d3 three · e3 three · f3 three · g3 three · h3 three · a2 five · b2 four · c2 four · d2 four · e2 four · f2 four · g2 four · h2 four · a1 five · b1 five · c1 five · d1 five · e1 five · f1 five · g1 five · h1 five | a8 five · b8 four · c8 three · d8 two · e8 two · f8 two · g8 two · h8 two · a7 five · b7 four · c7 three · d7 two · e7 one · f7 one · g7 one · h7 two · a6 five · b6 four · c6 three · d6 two · e6 one · f6 blanques rei · g6 one · h6 two · a5 five · b5 four · c5 three · d5 two · e5 one · f5 one · g5 one · h5 two · a4 five · b4 four · c4 three · d4 two · e4 two · f4 two · g4 two · h4 two · a3 five · b3 four · c3 three · d3 three · e3 three · f3 three · g3 three · h3 three · a2 five · b2 four · c2 four · d2 four · e2 four · f2 four · g2 four · h2 four · a1 five · b1 five · c1 five · d1 five · e1 five · f1 five · g1 five · h1 five | a8 five · b8 four · c8 three · d8 two · e8 two · f8 two · g8 two · h8 two · a7 five · b7 four · c7 three · d7 two · e7 one · f7 one · g7 one · h7 two · a6 five · b6 four · c6 three · d6 two · e6 one · f6 blanques rei · g6 one · h6 two · a5 five · b5 four · c5 three · d5 two · e5 one · f5 one · g5 one · h5 two · a4 five · b4 four · c4 three · d4 two · e4 two · f4 two · g4 two · h4 two · a3 five · b3 four · c3 three · d3 three · e3 three · f3 three · g3 three · h3 three · a2 five · b2 four · c2 four · d2 four · e2 four · f2 four · g2 four · h2 four · a1 five · b1 five · c1 five · d1 five · e1 five · f1 five · g1 five · h1 five | a8 five · b8 four · c8 three · d8 two · e8 two · f8 two · g8 two · h8 two · a7 five · b7 four · c7 three · d7 two · e7 one · f7 one · g7 one · h7 two · a6 five · b6 four · c6 three · d6 two · e6 one · f6 blanques rei · g6 one · h6 two · a5 five · b5 four · c5 three · d5 two · e5 one · f5 one · g5 one · h5 two · a4 five · b4 four · c4 three · d4 two · e4 two · f4 two · g4 two · h4 two · a3 five · b3 four · c3 three · d3 three · e3 three · f3 three · g3 three · h3 three · a2 five · b2 four · c2 four · d2 four · e2 four · f2 four · g2 four · h2 four · a1 five · b1 five · c1 five · d1 five · e1 five · f1 five · g1 five · h1 five | a8 five · b8 four · c8 three · d8 two · e8 two · f8 two · g8 two · h8 two · a7 five · b7 four · c7 three · d7 two · e7 one · f7 one · g7 one · h7 two · a6 five · b6 four · c6 three · d6 two · e6 one · f6 blanques rei · g6 one · h6 two · a5 five · b5 four · c5 three · d5 two · e5 one · f5 one · g5 one · h5 two · a4 five · b4 four · c4 three · d4 two · e4 two · f4 two · g4 two · h4 two · a3 five · b3 four · c3 three · d3 three · e3 three · f3 three · g3 three · h3 three · a2 five · b2 four · c2 four · d2 four · e2 four · f2 four · g2 four · h2 four · a1 five · b1 five · c1 five · d1 five · e1 five · f1 five · g1 five · h1 five | 5 |
| 4 | a8 five · b8 four · c8 three · d8 two · e8 two · f8 two · g8 two · h8 two · a7 five · b7 four · c7 three · d7 two · e7 one · f7 one · g7 one · h7 two · a6 five · b6 four · c6 three · d6 two · e6 one · f6 blanques rei · g6 one · h6 two · a5 five · b5 four · c5 three · d5 two · e5 one · f5 one · g5 one · h5 two · a4 five · b4 four · c4 three · d4 two · e4 two · f4 two · g4 two · h4 two · a3 five · b3 four · c3 three · d3 three · e3 three · f3 three · g3 three · h3 three · a2 five · b2 four · c2 four · d2 four · e2 four · f2 four · g2 four · h2 four · a1 five · b1 five · c1 five · d1 five · e1 five · f1 five · g1 five · h1 five | a8 five · b8 four · c8 three · d8 two · e8 two · f8 two · g8 two · h8 two · a7 five · b7 four · c7 three · d7 two · e7 one · f7 one · g7 one · h7 two · a6 five · b6 four · c6 three · d6 two · e6 one · f6 blanques rei · g6 one · h6 two · a5 five · b5 four · c5 three · d5 two · e5 one · f5 one · g5 one · h5 two · a4 five · b4 four · c4 three · d4 two · e4 two · f4 two · g4 two · h4 two · a3 five · b3 four · c3 three · d3 three · e3 three · f3 three · g3 three · h3 three · a2 five · b2 four · c2 four · d2 four · e2 four · f2 four · g2 four · h2 four · a1 five · b1 five · c1 five · d1 five · e1 five · f1 five · g1 five · h1 five | a8 five · b8 four · c8 three · d8 two · e8 two · f8 two · g8 two · h8 two · a7 five · b7 four · c7 three · d7 two · e7 one · f7 one · g7 one · h7 two · a6 five · b6 four · c6 three · d6 two · e6 one · f6 blanques rei · g6 one · h6 two · a5 five · b5 four · c5 three · d5 two · e5 one · f5 one · g5 one · h5 two · a4 five · b4 four · c4 three · d4 two · e4 two · f4 two · g4 two · h4 two · a3 five · b3 four · c3 three · d3 three · e3 three · f3 three · g3 three · h3 three · a2 five · b2 four · c2 four · d2 four · e2 four · f2 four · g2 four · h2 four · a1 five · b1 five · c1 five · d1 five · e1 five · f1 five · g1 five · h1 five | a8 five · b8 four · c8 three · d8 two · e8 two · f8 two · g8 two · h8 two · a7 five · b7 four · c7 three · d7 two · e7 one · f7 one · g7 one · h7 two · a6 five · b6 four · c6 three · d6 two · e6 one · f6 blanques rei · g6 one · h6 two · a5 five · b5 four · c5 three · d5 two · e5 one · f5 one · g5 one · h5 two · a4 five · b4 four · c4 three · d4 two · e4 two · f4 two · g4 two · h4 two · a3 five · b3 four · c3 three · d3 three · e3 three · f3 three · g3 three · h3 three · a2 five · b2 four · c2 four · d2 four · e2 four · f2 four · g2 four · h2 four · a1 five · b1 five · c1 five · d1 five · e1 five · f1 five · g1 five · h1 five | a8 five · b8 four · c8 three · d8 two · e8 two · f8 two · g8 two · h8 two · a7 five · b7 four · c7 three · d7 two · e7 one · f7 one · g7 one · h7 two · a6 five · b6 four · c6 three · d6 two · e6 one · f6 blanques rei · g6 one · h6 two · a5 five · b5 four · c5 three · d5 two · e5 one · f5 one · g5 one · h5 two · a4 five · b4 four · c4 three · d4 two · e4 two · f4 two · g4 two · h4 two · a3 five · b3 four · c3 three · d3 three · e3 three · f3 three · g3 three · h3 three · a2 five · b2 four · c2 four · d2 four · e2 four · f2 four · g2 four · h2 four · a1 five · b1 five · c1 five · d1 five · e1 five · f1 five · g1 five · h1 five | a8 five · b8 four · c8 three · d8 two · e8 two · f8 two · g8 two · h8 two · a7 five · b7 four · c7 three · d7 two · e7 one · f7 one · g7 one · h7 two · a6 five · b6 four · c6 three · d6 two · e6 one · f6 blanques rei · g6 one · h6 two · a5 five · b5 four · c5 three · d5 two · e5 one · f5 one · g5 one · h5 two · a4 five · b4 four · c4 three · d4 two · e4 two · f4 two · g4 two · h4 two · a3 five · b3 four · c3 three · d3 three · e3 three · f3 three · g3 three · h3 three · a2 five · b2 four · c2 four · d2 four · e2 four · f2 four · g2 four · h2 four · a1 five · b1 five · c1 five · d1 five · e1 five · f1 five · g1 five · h1 five | a8 five · b8 four · c8 three · d8 two · e8 two · f8 two · g8 two · h8 two · a7 five · b7 four · c7 three · d7 two · e7 one · f7 one · g7 one · h7 two · a6 five · b6 four · c6 three · d6 two · e6 one · f6 blanques rei · g6 one · h6 two · a5 five · b5 four · c5 three · d5 two · e5 one · f5 one · g5 one · h5 two · a4 five · b4 four · c4 three · d4 two · e4 two · f4 two · g4 two · h4 two · a3 five · b3 four · c3 three · d3 three · e3 three · f3 three · g3 three · h3 three · a2 five · b2 four · c2 four · d2 four · e2 four · f2 four · g2 four · h2 four · a1 five · b1 five · c1 five · d1 five · e1 five · f1 five · g1 five · h1 five | a8 five · b8 four · c8 three · d8 two · e8 two · f8 two · g8 two · h8 two · a7 five · b7 four · c7 three · d7 two · e7 one · f7 one · g7 one · h7 two · a6 five · b6 four · c6 three · d6 two · e6 one · f6 blanques rei · g6 one · h6 two · a5 five · b5 four · c5 three · d5 two · e5 one · f5 one · g5 one · h5 two · a4 five · b4 four · c4 three · d4 two · e4 two · f4 two · g4 two · h4 two · a3 five · b3 four · c3 three · d3 three · e3 three · f3 three · g3 three · h3 three · a2 five · b2 four · c2 four · d2 four · e2 four · f2 four · g2 four · h2 four · a1 five · b1 five · c1 five · d1 five · e1 five · f1 five · g1 five · h1 five | 4 |
| 3 | a8 five · b8 four · c8 three · d8 two · e8 two · f8 two · g8 two · h8 two · a7 five · b7 four · c7 three · d7 two · e7 one · f7 one · g7 one · h7 two · a6 five · b6 four · c6 three · d6 two · e6 one · f6 blanques rei · g6 one · h6 two · a5 five · b5 four · c5 three · d5 two · e5 one · f5 one · g5 one · h5 two · a4 five · b4 four · c4 three · d4 two · e4 two · f4 two · g4 two · h4 two · a3 five · b3 four · c3 three · d3 three · e3 three · f3 three · g3 three · h3 three · a2 five · b2 four · c2 four · d2 four · e2 four · f2 four · g2 four · h2 four · a1 five · b1 five · c1 five · d1 five · e1 five · f1 five · g1 five · h1 five | a8 five · b8 four · c8 three · d8 two · e8 two · f8 two · g8 two · h8 two · a7 five · b7 four · c7 three · d7 two · e7 one · f7 one · g7 one · h7 two · a6 five · b6 four · c6 three · d6 two · e6 one · f6 blanques rei · g6 one · h6 two · a5 five · b5 four · c5 three · d5 two · e5 one · f5 one · g5 one · h5 two · a4 five · b4 four · c4 three · d4 two · e4 two · f4 two · g4 two · h4 two · a3 five · b3 four · c3 three · d3 three · e3 three · f3 three · g3 three · h3 three · a2 five · b2 four · c2 four · d2 four · e2 four · f2 four · g2 four · h2 four · a1 five · b1 five · c1 five · d1 five · e1 five · f1 five · g1 five · h1 five | a8 five · b8 four · c8 three · d8 two · e8 two · f8 two · g8 two · h8 two · a7 five · b7 four · c7 three · d7 two · e7 one · f7 one · g7 one · h7 two · a6 five · b6 four · c6 three · d6 two · e6 one · f6 blanques rei · g6 one · h6 two · a5 five · b5 four · c5 three · d5 two · e5 one · f5 one · g5 one · h5 two · a4 five · b4 four · c4 three · d4 two · e4 two · f4 two · g4 two · h4 two · a3 five · b3 four · c3 three · d3 three · e3 three · f3 three · g3 three · h3 three · a2 five · b2 four · c2 four · d2 four · e2 four · f2 four · g2 four · h2 four · a1 five · b1 five · c1 five · d1 five · e1 five · f1 five · g1 five · h1 five | a8 five · b8 four · c8 three · d8 two · e8 two · f8 two · g8 two · h8 two · a7 five · b7 four · c7 three · d7 two · e7 one · f7 one · g7 one · h7 two · a6 five · b6 four · c6 three · d6 two · e6 one · f6 blanques rei · g6 one · h6 two · a5 five · b5 four · c5 three · d5 two · e5 one · f5 one · g5 one · h5 two · a4 five · b4 four · c4 three · d4 two · e4 two · f4 two · g4 two · h4 two · a3 five · b3 four · c3 three · d3 three · e3 three · f3 three · g3 three · h3 three · a2 five · b2 four · c2 four · d2 four · e2 four · f2 four · g2 four · h2 four · a1 five · b1 five · c1 five · d1 five · e1 five · f1 five · g1 five · h1 five | a8 five · b8 four · c8 three · d8 two · e8 two · f8 two · g8 two · h8 two · a7 five · b7 four · c7 three · d7 two · e7 one · f7 one · g7 one · h7 two · a6 five · b6 four · c6 three · d6 two · e6 one · f6 blanques rei · g6 one · h6 two · a5 five · b5 four · c5 three · d5 two · e5 one · f5 one · g5 one · h5 two · a4 five · b4 four · c4 three · d4 two · e4 two · f4 two · g4 two · h4 two · a3 five · b3 four · c3 three · d3 three · e3 three · f3 three · g3 three · h3 three · a2 five · b2 four · c2 four · d2 four · e2 four · f2 four · g2 four · h2 four · a1 five · b1 five · c1 five · d1 five · e1 five · f1 five · g1 five · h1 five | a8 five · b8 four · c8 three · d8 two · e8 two · f8 two · g8 two · h8 two · a7 five · b7 four · c7 three · d7 two · e7 one · f7 one · g7 one · h7 two · a6 five · b6 four · c6 three · d6 two · e6 one · f6 blanques rei · g6 one · h6 two · a5 five · b5 four · c5 three · d5 two · e5 one · f5 one · g5 one · h5 two · a4 five · b4 four · c4 three · d4 two · e4 two · f4 two · g4 two · h4 two · a3 five · b3 four · c3 three · d3 three · e3 three · f3 three · g3 three · h3 three · a2 five · b2 four · c2 four · d2 four · e2 four · f2 four · g2 four · h2 four · a1 five · b1 five · c1 five · d1 five · e1 five · f1 five · g1 five · h1 five | a8 five · b8 four · c8 three · d8 two · e8 two · f8 two · g8 two · h8 two · a7 five · b7 four · c7 three · d7 two · e7 one · f7 one · g7 one · h7 two · a6 five · b6 four · c6 three · d6 two · e6 one · f6 blanques rei · g6 one · h6 two · a5 five · b5 four · c5 three · d5 two · e5 one · f5 one · g5 one · h5 two · a4 five · b4 four · c4 three · d4 two · e4 two · f4 two · g4 two · h4 two · a3 five · b3 four · c3 three · d3 three · e3 three · f3 three · g3 three · h3 three · a2 five · b2 four · c2 four · d2 four · e2 four · f2 four · g2 four · h2 four · a1 five · b1 five · c1 five · d1 five · e1 five · f1 five · g1 five · h1 five | a8 five · b8 four · c8 three · d8 two · e8 two · f8 two · g8 two · h8 two · a7 five · b7 four · c7 three · d7 two · e7 one · f7 one · g7 one · h7 two · a6 five · b6 four · c6 three · d6 two · e6 one · f6 blanques rei · g6 one · h6 two · a5 five · b5 four · c5 three · d5 two · e5 one · f5 one · g5 one · h5 two · a4 five · b4 four · c4 three · d4 two · e4 two · f4 two · g4 two · h4 two · a3 five · b3 four · c3 three · d3 three · e3 three · f3 three · g3 three · h3 three · a2 five · b2 four · c2 four · d2 four · e2 four · f2 four · g2 four · h2 four · a1 five · b1 five · c1 five · d1 five · e1 five · f1 five · g1 five · h1 five | 3 |
| 2 | a8 five · b8 four · c8 three · d8 two · e8 two · f8 two · g8 two · h8 two · a7 five · b7 four · c7 three · d7 two · e7 one · f7 one · g7 one · h7 two · a6 five · b6 four · c6 three · d6 two · e6 one · f6 blanques rei · g6 one · h6 two · a5 five · b5 four · c5 three · d5 two · e5 one · f5 one · g5 one · h5 two · a4 five · b4 four · c4 three · d4 two · e4 two · f4 two · g4 two · h4 two · a3 five · b3 four · c3 three · d3 three · e3 three · f3 three · g3 three · h3 three · a2 five · b2 four · c2 four · d2 four · e2 four · f2 four · g2 four · h2 four · a1 five · b1 five · c1 five · d1 five · e1 five · f1 five · g1 five · h1 five | a8 five · b8 four · c8 three · d8 two · e8 two · f8 two · g8 two · h8 two · a7 five · b7 four · c7 three · d7 two · e7 one · f7 one · g7 one · h7 two · a6 five · b6 four · c6 three · d6 two · e6 one · f6 blanques rei · g6 one · h6 two · a5 five · b5 four · c5 three · d5 two · e5 one · f5 one · g5 one · h5 two · a4 five · b4 four · c4 three · d4 two · e4 two · f4 two · g4 two · h4 two · a3 five · b3 four · c3 three · d3 three · e3 three · f3 three · g3 three · h3 three · a2 five · b2 four · c2 four · d2 four · e2 four · f2 four · g2 four · h2 four · a1 five · b1 five · c1 five · d1 five · e1 five · f1 five · g1 five · h1 five | a8 five · b8 four · c8 three · d8 two · e8 two · f8 two · g8 two · h8 two · a7 five · b7 four · c7 three · d7 two · e7 one · f7 one · g7 one · h7 two · a6 five · b6 four · c6 three · d6 two · e6 one · f6 blanques rei · g6 one · h6 two · a5 five · b5 four · c5 three · d5 two · e5 one · f5 one · g5 one · h5 two · a4 five · b4 four · c4 three · d4 two · e4 two · f4 two · g4 two · h4 two · a3 five · b3 four · c3 three · d3 three · e3 three · f3 three · g3 three · h3 three · a2 five · b2 four · c2 four · d2 four · e2 four · f2 four · g2 four · h2 four · a1 five · b1 five · c1 five · d1 five · e1 five · f1 five · g1 five · h1 five | a8 five · b8 four · c8 three · d8 two · e8 two · f8 two · g8 two · h8 two · a7 five · b7 four · c7 three · d7 two · e7 one · f7 one · g7 one · h7 two · a6 five · b6 four · c6 three · d6 two · e6 one · f6 blanques rei · g6 one · h6 two · a5 five · b5 four · c5 three · d5 two · e5 one · f5 one · g5 one · h5 two · a4 five · b4 four · c4 three · d4 two · e4 two · f4 two · g4 two · h4 two · a3 five · b3 four · c3 three · d3 three · e3 three · f3 three · g3 three · h3 three · a2 five · b2 four · c2 four · d2 four · e2 four · f2 four · g2 four · h2 four · a1 five · b1 five · c1 five · d1 five · e1 five · f1 five · g1 five · h1 five | a8 five · b8 four · c8 three · d8 two · e8 two · f8 two · g8 two · h8 two · a7 five · b7 four · c7 three · d7 two · e7 one · f7 one · g7 one · h7 two · a6 five · b6 four · c6 three · d6 two · e6 one · f6 blanques rei · g6 one · h6 two · a5 five · b5 four · c5 three · d5 two · e5 one · f5 one · g5 one · h5 two · a4 five · b4 four · c4 three · d4 two · e4 two · f4 two · g4 two · h4 two · a3 five · b3 four · c3 three · d3 three · e3 three · f3 three · g3 three · h3 three · a2 five · b2 four · c2 four · d2 four · e2 four · f2 four · g2 four · h2 four · a1 five · b1 five · c1 five · d1 five · e1 five · f1 five · g1 five · h1 five | a8 five · b8 four · c8 three · d8 two · e8 two · f8 two · g8 two · h8 two · a7 five · b7 four · c7 three · d7 two · e7 one · f7 one · g7 one · h7 two · a6 five · b6 four · c6 three · d6 two · e6 one · f6 blanques rei · g6 one · h6 two · a5 five · b5 four · c5 three · d5 two · e5 one · f5 one · g5 one · h5 two · a4 five · b4 four · c4 three · d4 two · e4 two · f4 two · g4 two · h4 two · a3 five · b3 four · c3 three · d3 three · e3 three · f3 three · g3 three · h3 three · a2 five · b2 four · c2 four · d2 four · e2 four · f2 four · g2 four · h2 four · a1 five · b1 five · c1 five · d1 five · e1 five · f1 five · g1 five · h1 five | a8 five · b8 four · c8 three · d8 two · e8 two · f8 two · g8 two · h8 two · a7 five · b7 four · c7 three · d7 two · e7 one · f7 one · g7 one · h7 two · a6 five · b6 four · c6 three · d6 two · e6 one · f6 blanques rei · g6 one · h6 two · a5 five · b5 four · c5 three · d5 two · e5 one · f5 one · g5 one · h5 two · a4 five · b4 four · c4 three · d4 two · e4 two · f4 two · g4 two · h4 two · a3 five · b3 four · c3 three · d3 three · e3 three · f3 three · g3 three · h3 three · a2 five · b2 four · c2 four · d2 four · e2 four · f2 four · g2 four · h2 four · a1 five · b1 five · c1 five · d1 five · e1 five · f1 five · g1 five · h1 five | a8 five · b8 four · c8 three · d8 two · e8 two · f8 two · g8 two · h8 two · a7 five · b7 four · c7 three · d7 two · e7 one · f7 one · g7 one · h7 two · a6 five · b6 four · c6 three · d6 two · e6 one · f6 blanques rei · g6 one · h6 two · a5 five · b5 four · c5 three · d5 two · e5 one · f5 one · g5 one · h5 two · a4 five · b4 four · c4 three · d4 two · e4 two · f4 two · g4 two · h4 two · a3 five · b3 four · c3 three · d3 three · e3 three · f3 three · g3 three · h3 three · a2 five · b2 four · c2 four · d2 four · e2 four · f2 four · g2 four · h2 four · a1 five · b1 five · c1 five · d1 five · e1 five · f1 five · g1 five · h1 five | 2 |
| 1 | a8 five · b8 four · c8 three · d8 two · e8 two · f8 two · g8 two · h8 two · a7 five · b7 four · c7 three · d7 two · e7 one · f7 one · g7 one · h7 two · a6 five · b6 four · c6 three · d6 two · e6 one · f6 blanques rei · g6 one · h6 two · a5 five · b5 four · c5 three · d5 two · e5 one · f5 one · g5 one · h5 two · a4 five · b4 four · c4 three · d4 two · e4 two · f4 two · g4 two · h4 two · a3 five · b3 four · c3 three · d3 three · e3 three · f3 three · g3 three · h3 three · a2 five · b2 four · c2 four · d2 four · e2 four · f2 four · g2 four · h2 four · a1 five · b1 five · c1 five · d1 five · e1 five · f1 five · g1 five · h1 five | a8 five · b8 four · c8 three · d8 two · e8 two · f8 two · g8 two · h8 two · a7 five · b7 four · c7 three · d7 two · e7 one · f7 one · g7 one · h7 two · a6 five · b6 four · c6 three · d6 two · e6 one · f6 blanques rei · g6 one · h6 two · a5 five · b5 four · c5 three · d5 two · e5 one · f5 one · g5 one · h5 two · a4 five · b4 four · c4 three · d4 two · e4 two · f4 two · g4 two · h4 two · a3 five · b3 four · c3 three · d3 three · e3 three · f3 three · g3 three · h3 three · a2 five · b2 four · c2 four · d2 four · e2 four · f2 four · g2 four · h2 four · a1 five · b1 five · c1 five · d1 five · e1 five · f1 five · g1 five · h1 five | a8 five · b8 four · c8 three · d8 two · e8 two · f8 two · g8 two · h8 two · a7 five · b7 four · c7 three · d7 two · e7 one · f7 one · g7 one · h7 two · a6 five · b6 four · c6 three · d6 two · e6 one · f6 blanques rei · g6 one · h6 two · a5 five · b5 four · c5 three · d5 two · e5 one · f5 one · g5 one · h5 two · a4 five · b4 four · c4 three · d4 two · e4 two · f4 two · g4 two · h4 two · a3 five · b3 four · c3 three · d3 three · e3 three · f3 three · g3 three · h3 three · a2 five · b2 four · c2 four · d2 four · e2 four · f2 four · g2 four · h2 four · a1 five · b1 five · c1 five · d1 five · e1 five · f1 five · g1 five · h1 five | a8 five · b8 four · c8 three · d8 two · e8 two · f8 two · g8 two · h8 two · a7 five · b7 four · c7 three · d7 two · e7 one · f7 one · g7 one · h7 two · a6 five · b6 four · c6 three · d6 two · e6 one · f6 blanques rei · g6 one · h6 two · a5 five · b5 four · c5 three · d5 two · e5 one · f5 one · g5 one · h5 two · a4 five · b4 four · c4 three · d4 two · e4 two · f4 two · g4 two · h4 two · a3 five · b3 four · c3 three · d3 three · e3 three · f3 three · g3 three · h3 three · a2 five · b2 four · c2 four · d2 four · e2 four · f2 four · g2 four · h2 four · a1 five · b1 five · c1 five · d1 five · e1 five · f1 five · g1 five · h1 five | a8 five · b8 four · c8 three · d8 two · e8 two · f8 two · g8 two · h8 two · a7 five · b7 four · c7 three · d7 two · e7 one · f7 one · g7 one · h7 two · a6 five · b6 four · c6 three · d6 two · e6 one · f6 blanques rei · g6 one · h6 two · a5 five · b5 four · c5 three · d5 two · e5 one · f5 one · g5 one · h5 two · a4 five · b4 four · c4 three · d4 two · e4 two · f4 two · g4 two · h4 two · a3 five · b3 four · c3 three · d3 three · e3 three · f3 three · g3 three · h3 three · a2 five · b2 four · c2 four · d2 four · e2 four · f2 four · g2 four · h2 four · a1 five · b1 five · c1 five · d1 five · e1 five · f1 five · g1 five · h1 five | a8 five · b8 four · c8 three · d8 two · e8 two · f8 two · g8 two · h8 two · a7 five · b7 four · c7 three · d7 two · e7 one · f7 one · g7 one · h7 two · a6 five · b6 four · c6 three · d6 two · e6 one · f6 blanques rei · g6 one · h6 two · a5 five · b5 four · c5 three · d5 two · e5 one · f5 one · g5 one · h5 two · a4 five · b4 four · c4 three · d4 two · e4 two · f4 two · g4 two · h4 two · a3 five · b3 four · c3 three · d3 three · e3 three · f3 three · g3 three · h3 three · a2 five · b2 four · c2 four · d2 four · e2 four · f2 four · g2 four · h2 four · a1 five · b1 five · c1 five · d1 five · e1 five · f1 five · g1 five · h1 five | a8 five · b8 four · c8 three · d8 two · e8 two · f8 two · g8 two · h8 two · a7 five · b7 four · c7 three · d7 two · e7 one · f7 one · g7 one · h7 two · a6 five · b6 four · c6 three · d6 two · e6 one · f6 blanques rei · g6 one · h6 two · a5 five · b5 four · c5 three · d5 two · e5 one · f5 one · g5 one · h5 two · a4 five · b4 four · c4 three · d4 two · e4 two · f4 two · g4 two · h4 two · a3 five · b3 four · c3 three · d3 three · e3 three · f3 three · g3 three · h3 three · a2 five · b2 four · c2 four · d2 four · e2 four · f2 four · g2 four · h2 four · a1 five · b1 five · c1 five · d1 five · e1 five · f1 five · g1 five · h1 five | a8 five · b8 four · c8 three · d8 two · e8 two · f8 two · g8 two · h8 two · a7 five · b7 four · c7 three · d7 two · e7 one · f7 one · g7 one · h7 two · a6 five · b6 four · c6 three · d6 two · e6 one · f6 blanques rei · g6 one · h6 two · a5 five · b5 four · c5 three · d5 two · e5 one · f5 one · g5 one · h5 two · a4 five · b4 four · c4 three · d4 two · e4 two · f4 two · g4 two · h4 two · a3 five · b3 four · c3 three · d3 three · e3 three · f3 three · g3 three · h3 three · a2 five · b2 four · c2 four · d2 four · e2 four · f2 four · g2 four · h2 four · a1 five · b1 five · c1 five · d1 five · e1 five · f1 five · g1 five · h1 five | 1 |
|   | a | b | c | d | e | f | g | h |   |

En matemàtiques, la distància de Txebixov, també anomenada mètrica màxima o mètrica de L∞, és una mètrica definida en un espai vectorial al qual la distància entre dos vectors és la major de les seves diferències al llarg de qualsevol dimensió de coordenades. Rep el seu nom del matemàtic Pafnuti Txebixov.
També es coneix com a distància de l'escaquer, ja que en els escacs, el nombre mínim de moviments que necessita un rei per anar d'una casella a una altra és igual a la distància de Txebixov entre els centres de les caselles, si les caselles tenen una longitud lateral d'1, tal com es representa a coordenades espacials bidimensionals amb eixos alineats a les vores del tauler.

## Formalització
La distància de Txebixov {\displaystyle d_{\infty }} entre dos vectors {\displaystyle \mathbf {p} ,\mathbf {q} } en un espai vectorial real n-dimensional i amb un sistema de coordenades cartesianes fix és el màxim de les longituds de les projeccions del segment de línia entre els punts sobre el sistema d'eixos coordinats. Més formalment,
{\displaystyle d_{\infty }(\mathbf {p} ,\mathbf {q} )=\|\mathbf {p} -\mathbf {q} \|_{\infty }=\max _{i=1}^{n}|p_{i}-q_{i}|}
on {\displaystyle \mathbf {p} =(p_{1},p_{2},\dots ,p_{n})\,} i {\displaystyle \mathbf {q} =(q_{1},q_{2},\dots ,q_{n})\,} són vectors.
Per exemple, en el pla, la distància de Txebixov entre {\displaystyle (p_{1},p_{2})} i {\displaystyle (q_{1},q_{2})} és {\displaystyle \max \left\{|p_{1}-q_{1}|,|p_{2}-q_{2}|\right\}}.
La distància de Txebixov es pot definir també a partir de la norma del suprem (que coincideix amb el comportament de la p-norma quan p tendeix a infinit:
{\displaystyle \ \|x\|_{\infty }=\max \left\{|x_{1}|,|x_{2}|,\ldots ,|x_{n}|\right\}}